# Nigeria Labour Congress
Het Nigeria Labour Congress (NLC) is een overkoepelende organistaie van vakbonden in Nigeria.

## Geschiedenis
De organisatie werd gesticht in 1978 door de fusie van 4 bestaande organisaties: Nigeria Trade Union Congress (NTUC), Labour Unity Front (LUF), United Labour Congress (ULC) en Nigeria Workers Council (NWC). De aangesloten vakbonden werden gereorganiseerd tot 42 industriële centrales.
In zijn geschiedenis zijn conflicten met de militaire regering tweemaal oorzaak geweest van de opheffing van de organisatie: in 1988 tijdens het regime van Ibrahim Babangida en in 1994 onder Sani Abacha. Tijdens de militaire dictatuur werden vakbondsleiders geregeld opgesloten en vakbondsbijeenkomsten ontbonden. 
Nadat in 1999 democratische hervormingen werden ingezet, werden ook de beperkingen op de vakbondswerking versoepeld, en werd Adams Oshiomhole tot voorzitter van de hervormde organisatie verkozen.
Momenteel zijn 29 vakbonden aangesloten. Naar eigen zeggen hebben zij samen 4 miljoen leden, wat de NLC tot een der sterkste vakbondsorganisaties van Afrika maakt.
Het recente conflict tussen de regering en het NLC escaleerde toen de vakbond zich tegen de verhoging van de benzineprijs verzette. Deze prijsverhogingen zijn een gevolg van het beleid van de regering Olusegun Obasanjo, om subsidies drastisch te beperken en de benzinehandel te dereguleren.
Het NLC heeft tot meerdere algemene stakingen opgeroepen om tegen de prijspolitiek van de regering te protesteren. Tijdens deze stakingen werd de voorzitter tijdelijk gevangengezet. Het NLC bestrijdt de door de Amerikanen opgedrongen politiek van de regering, die de petroleumindustrie onder de controle van Amerikaanse bedrijven wil houden, onafhankelijk van de noden en belangen van de Nigeriaanse bevolking.